# Król Maciuś Pierwszy
Król Maciuś Pierwszy – powieść Janusza Korczaka, wydana w 1923.

## Tematyka
Opowiada ona o małym chłopcu, synu króla. Po śmierci matki i ojca Maciuś zostaje królem. Z początku uzależniony od ministrów i etykiety jest traktowany jak rozpieszczony maluch. Chce jednak pokazać, że jest odważny jak jego przodkowie. Gdy w kraju wybucha wojna, Maciuś z przyjacielem Felkiem przebiera się za zwykłego żołnierza i wyrusza na front. Tam uczy się pokory, szacunku dla życia, a jednocześnie bycia wytrwałym i opanowanym w każdej sytuacji.
Maciuś coraz bardziej wyrywa się spod etykiety i wprowadza wiele reform. Zaprzyjaźnia się z ludożerczym królem Bum-Drumem. Tworzy dziecięcy sejm. Zamieszanie powstałe przez zrównanie dzieci z dorosłymi osłabia kraj Maciusia, na który znów najeżdżają sąsiedzi. Tym razem Maciuś, mimo walecznej obrony, przez tchórzostwo poddanych zostaje pokonany i osądzony. Zostaje skazany na karę śmierci przez rozstrzelanie, lecz kara w ostatniej chwili zostaje zmieniona na zesłanie na bezludną wyspę.
Dalsza część jego przygód opisana jest w książce Król Maciuś na wyspie bezludnej.
W Szczecinie znajduje się pomnik Króla Maciusia I; jest formą upamiętnienia Janusza Korczaka i stoi przed szkołą noszącą jego imię.

## Ekranizacje
- „Król Maciuś I” – polski film z 1958 roku w reżyserii Wandy Jakubowskiej[2].
- „Król Maciuś I” – polski spektakl telewizyjny z 1997 roku w reżyserii Filipa Zylbera[3].
- „Król Maciuś Pierwszy” – polsko-francusko-niemiecki 52-odcinkowy serial animowany produkowany w latach 2002-2006. Był emitowany w latach 2003–2005 oraz 2008. Serial liczył 52 odcinki 15-minutowe.
- „Król Maciuś Pierwszy” – film animowany zrealizowany w 2007 roku na podstawie serialu z lat 2002-2006 przez jego twórców.

## Inne
- „Król Maciuś Pierwszy” („Король Матиуш Первый”) – musical rosyjskiego reżysera Lwa Konowa (1988 – jednoaktowy, 2009 – dwuaktowy).